# Villanueva de Argecilla
Villanueva de Argecilla es un municipio y localidad española de la provincia de Guadalajara, en la comunidad autónoma de Castilla-La Mancha. El término municipal tiene una población de 32 habitantes (INE 2024).

## Historia
En el libro Historia de Villanueva de Argecilla, se cuenta cómo esta aldea suena por primera vez en la historia en el documento del año 1269 del obispo Lope Díaz de Haro, por el cual crea una escuela en Atienza para niños “que no pueden estudiar”. Se vuelve a ver citada Villanueva con su anejo La Toviella, en una estadística de las parroquias de la diócesis de Sigüenza del año 1301, siendo obispo de la diócesis don Simón Girón de Cisneros, fechada el día 19 de enero de 1301. En la relación que pidió el rey Pedro I “El Cruel” al obispo de Sigüenza, Pedro Gómez Barroso, de las parroquias de su diócesis el año 1353, aparece Villanueva de entre más de 150 pueblos. Entre las parroquias del arciprestazgo de Cifuentes, figura Villanueva de esta forma: “Item en la iglesia de Villa Nueva son un beneficio y un préstamo y vale el beneficio con el curato 150 maravedís, item el préstamo rinde 70 maravedís y todo son CCXX maravedís.”
Hacia mediados del siglo XIX, el lugar tenía contabilizada una población de 112 habitantes. La localidad aparece descrita en el decimosexto volumen del Diccionario geográfico-estadístico-histórico de España y sus posesiones de Ultramar de Pascual Madoz de la siguiente manera:

VILLANUEVA DE ARGECILLA: v. con ayunt. en la prov. de Guadalajara (6 leg.), part. jud. de Brihuega (3), aud. terr. de Madrid (16), c. g. de Castilla la Nueva, dióc de Sigüenza. sit. en una pequeña hoya, con clima sano; tiene 45 casas; escuela de instruccion primaria á cargo de un maestro, á la vez sacristan, sin mas dotacion que la convenida con los padres de los discípulos; una fuente de buenas aguas; una igl. parr. (San Blas), servida por un cura y un sacristan; hay un hermoso edificio que sirvió de hospital y fue fundado por Doña Aldonza de Zayas, pero en la actualidad solo sirve para albergue de pobres transeuntes: confina el térm. con los de Jadraque, Miralrio, Valfermoso y Bujalaro; dentro de él se encuentran varios manantiales y el des. de Saelices; el terreno, que participa de quebrado y llano, es calizo y de mediana calidad; hay un monte poblado de chaparros y encina. caminos: los locales. correo, se recibe y despacha en Jadraque. prod.: cereales, legumbres, patatas, leñas de combustible y buenos pastos con los que se mantiene ganado lanar, cabrio y vacuno. pobl.: 34 vec., 112 alm. cap. prod.: 926,000 rs. imp.: 46,300. contr.: 2,239.
(Madoz, 1850, p. 200)

## Demografía
Villanueva de Argecilla cuenta con una población de 32 habitantes (INE 2024).
| Gráfica de evolución demográfica de Villanueva de Argecilla entre 1842 y 2021                                       |
| |
| Población de derecho según los censos de población del INE Población de hecho según los censos de población del INE |

| 50            | 44 | 39 | 48 | 42 | 31 |
| (Fuente: INE) |    |    |    |    |    |

## Herramientas de labor
En el libro Historia de Villanueva de Argecillase encuentran enumerados los “utensilios y cacharros del hogar, tanto de loza o barro y de hierro y bronce y latón y cobre”, descritos a continuación:
- El arado. Piezas que lo componen: el timón, clavija y clavijero; belortas (aros para sujetar el timón a la cama); telera (barra que va del timón al dental para evitar la apertura de ángulo entre ésta y el timón); reja (de hierro, para romper la tierra y hacer los surcos);  orejeras (una a cada lado de la cama para extender mejor la tierra y hacer el surco más ancho); dental (es la pieza en la que se monta la reja y las orejeras).
- Yugos: Hay dos, uno para mulas y otro para bueyes. El de mulas lleva las costillas para colocar el yugo sobre el collerón o collera. El de las vacas o bueyes, no lleva otra cosa que unos ensambles que por medio de las correas (medianas), se sujera al yugo a los cuernos de los bueyes. Lo demás es igual que el de las mulas.
- Bestola: Es una paleta pequeña de hierro con la que se limpia la reja y el dental del barro que se pega en ellos.
- Utensilios que se usan en la siega: Hoz de dientes (más fina que la hoz de corte o gallega); botijo y botija de loza (para mantener el agua fresca); guadaña (para segar el heno de los prados).
- Bieldo: Para cargar la paja en el carro o meter la paja en el pajar.
- Horca: Es una rama de árbol con varias ramas, se hacen así después de una buena elaboración.
- Rastrillo: Para remeter las orillas de la parva o recoger la parva (cuando ya está hecha, los restos que deja la rastra grande).
- Rastral o rastra: Artiugio que se usaba para recoger la parva trillada y amontonarla en montones o peces (montones de mies trillada alargados).
- Pala de madera: Para majar o limpiar el grano del polvo que le queda, tirándolo al aire con la pala.
- Jamugas: Un apero fundamental antiguamente, hecho con dos listones, unidos con dos palos curvos, se colocaba sobre la albarda, sujeto con una chincheta fuerte. Con las sogas que llevaba a cada lado de la “acarriadera” se iban colocando los haces de uno en uno (cinco a cada lado y otro en el centro, que son once haces). Así, carga a carga, se llevaba la mies a la era donde se hacinaba en altas hacinas.
- Mazo: Marillo con mango largo y oblicuo, que servía para machacar garbanzos, almortas, etc.
- Criba: De madera con piel de cabra y oveja, o con red de alambre. En ambos casos había cribas de agujeros de menos a más, para las distintas fases de limpieza que exigía el trigo especialmente.
- Media fanega: Medida grande para medir áridos (en algunas zonas se llama almud).
- Cuartilla: La cuarta parte de la fanega, puede ser de forma cuadrada o parecida a la media fanega.
- Celemín: La doceava parte de la fanega, y el medio celemín la veinticuatroava parte de la fanega. La medida era cuadrada y en la parte superior va el celemín y en la inferior el medio.
- Costal: Un recipiente hecho de tejido de lona fuerte, con una forma apropiada para colocarla en los lomos de las mulas y asnos, sujeta con una fuerte chinca y atrás la ataharre para que no se fuese más allá de la cruz del animal.
- Espuerta: Recipiente de esparto para diversos usos.
- Alforjas: Hechas de lana fuerte o de lona, incluso las hay de goma, para llevar la merienda, el agua o el botillo de vino.
- Talego: Para llevar la merienda con la tortilla, el chorizo, los torreznos (todo lo que podía ser la comida de los labradores, que trabajaban de sol a sol en los campos).
- Cántaro: Pieza de loza, elaborado por el alfarero y utilizado para traer agua, bien de cántaro a cántaro, o en las aguaderas (cuatro senos en los que se traían cuatro cántaros de unos 12 litros cada uno).
- Azada: Pieza de hierro para cavar tierra de las huertas ya removida.
- Azadilla: Lo mismo que la anterior pero de tamaño pequeño.
- Almocrafre: Una azadilla especial para quitar hierbas en el huerto.
- Azuela: Para rebajar listones, hacer punta a los palos, o cualquier uso sobre madera.
- Podadera: Herramienta hecha a propósito para podar las cepas.
- Pujabante: Pieza de hierro que utilizaban los herradores para rebajar el casco de las caballerías antes de colocar las herraduras.
- Abarca: Calzado de campo hecho de goma.
- Peal: Especie de calcetín de lona.